# Giuseppe De Leva Gravina
Giuseppe De Leva Gravina (Modica, 1786 – Modica, 31 marzo 1861) è stato un presbitero, politico e patriota italiano.

## Biografia
Nato in una famiglia aristocratica di orientamento progressista che aveva dato alla Contea di Modica diversi amministratori, ricevette un'educazione improntata al liberalismo e all'empirismo. Nel 1813 fu uno dei due deputati eletti al Parlamento siciliano per il Distretto di Modica (insieme a Michele Tomasi Rosso), partecipando poi nel 1820 ai moti indipendentisti; in seguito alla repressione borbonica fu costretto a ritirarsi nella sua residenza di campagna e sottoposto a controlli di polizia.

## "Risorgimento in periferia"
Nel 1837 scoppiarono in tutta la Sicilia dei rivolgimenti che, prendendo a pretesto un'epidemia di colera, avevano in realtà ancora mire antiborboniche. In questa occasione l'abate De Leva fu arrestato e imprigionato presso il Castello Maniace, a Siracusa, e liberato in novembre.
Nel 1848, anno in cui dalla Sicilia i moti rivoluzionari si diffusero in tutta Europa, l'abate divenne presidente del Comitato rivoluzionario che rimase operativo all'incirca per un anno. A causa di questa sua intensa attività politica fu colpito dalla sospensione a divinis, comminatagli dal vescovo di Noto mons. Menditto, e bollato ormai definitivamente come incorreggibile antiborbonico. De Leva dovette ancora una volta ritirarsi a vita privata sotto stretta sorveglianza, continuando però a tessere segrete trame rivoluzionarie negli anni cruciali del Risorgimento.
A Modica erano presenti diversi schieramenti politici, tra i quali quello democratico e mazziniano capeggiato da Francesco Giardina, che nel maggio 1860 innalzò per primo la bandiera tricolore; il moderato abate De Leva, con la sua esperienza e il suo alto profilo, sembrò tuttavia la personalità più adatta a riunire e guidare le varie anime politiche dei rivoluzionari, cosicché fu eletto ancora una volta presidente del Comitato generale costituitosi in città all'indomani dell'impresa dei Mille.
Il 31 marzo 1861 Giuseppe De Leva Gravina morì, senza esser riuscito a vedere compiuto uno dei progetti più cari ai quali aveva lavorato: la nascita di un Liceo Classico che, solo nel 1878, verrà fondato e intitolato a Tommaso Campailla, rinverdendo una tradizione di studi che risaliva nella sua città natale al XIII secolo e che aveva raggiunto nel disciolto Collegio dei Gesuiti il suo apogeo.